# Morne Garu
Morne Garu ist ein Gebirge auf der Karibikinsel St. Vincent im Staat St. Vincent und die Grenadinen. Es liegt im Inneren der Insel auf dem Gebiet des Parish Charlotte in der Nähe von Rabaka und südlich des Soufrière. Es erreicht eine Höhe von 828 m.